# Spaghetti a mezzanotte
Pour plus de détails, voir Fiche technique et Distribution.
Spaghetti a mezzanotte est une comédie érotique à l'italienne réalisée par Sergio Martino et sortie en 1981, avec Barbara Bouchet, Lino Banfi et Alida Chelli dans les rôles principaux.

## Synopsis
Asti. Savino Lagrasta (Lino Banfi) est un avocat qui partage sa vie entre deux femmes, Celeste (Barbara Bouchet), sa compagne, et Zelmira (Alida Chelli), son amante. Pour l'anniversaire de son mari, Celeste organise une fête qui est perturbé par l'arrivée d'un tueur de la mafia (Jacques Stany).

## Fiche technique
- Titre original : Spaghetti a mezzanotte
- Réalisation : Sergio Martino
- Assistant-réalisateur : Marina Mattoli
- Scénario : Sergio Martino d'après une histoire de Laura Toscano et Franco Marotta
- Photographie : Giulio Albonico
- Musique : Detto Mariano
- Montage : Eugenio Alabiso
- Décors : Adriana Bellone (it)
- Costumes : Vera Cozzolino
- Production : Luigi Borghese
- Société(s) de production : Medusa Film
- Société(s) de distribution : Medusa Film
- Pays de production :  Italie
- Genre : comédie érotique italienne
- Durée : 91 minutes (1 h 31)
- Dates de sortie :
  - Italie : 26 février 1981

## Distribution
- Barbara Bouchet : Celeste Lagrasta
- Lino Banfi : Savino Lagrasta
- Teo Teocoli : Andrea Soldani
- Pippo Santonastaso (it) : Cesarino
- Alida Chelli : Zelmira
- Daniele Vargas : Ulderico
- Ugo Bologna : Don Vito Malisperi
- Jacques Stany : Saruzzo, le tueur
- Tom Felleghy
- Teresa Rossi Passante

## Autour du film
- C'est l'illustrateur italien Enzo Sciotti (it) qui signe l'affiche du film.